# Padmaavat
Padmaavat è un film del 2018 diretto da Sanjay Leela Bhansali.
Film epico-storico indiano ispirato al poema epico Padmāvat, scritto nel 1540 dal poeta sufi Malik Muhammad Jayasi, che suscitò numerose controversie.

## Trama
XIV secolo, odierno Afghanistan: mentre l'ambizioso generale Jalaluddin Khilji progetta di impossessarsi del trono di Delhi e diventare sultano, suo nipote Alauddin, ben più ambizioso e crudele di lui, ottiene in sposa sua figlia, Mehrunisa. Asseconda poi i piani dello zio, permettendogli di diventare sultano, e si guadagna la sua fiducia tornando vittorioso da una battaglia contro i Mongoli; quando si presenta l'occasione, tuttavia, lo uccide con l'aiuto dello schiavo Malik Kafur, e diventa il nuovo sultano di Delhi.
Nel frattempo, nel regno di Singhal, la bellissima principessa Padmavati ferisce per errore il re di Mewar Ratan Singh durante una battuta di caccia. L'uomo, lì giunto per cercare alcune perle rare da donare alla moglie Nagmati, si innamora della ragazza durante la convalescenza e la prende come seconda consorte, portandola alla capitale del suo regno, Chittor, nel Rajasthan. Lì la presenta all'intera corte, incluso il sacerdote Raghav Chetan, il quale però osa spiare i due in un momento di intimità, venendo per questo bandito. Desideroso di vendetta, costui viaggia fino alla corte di Alauddin e lo convince a cingere d'assedio Chittor, raccontandogli della bellezza di Padmavati.
L'assedio rimane infruttuoso per 6 mesi, e infine Alauddin, sempre più ossessionato dal desiderio di vedere la regina, propone a Ratan Singh un accordo di pace: farà ritirare l'esercito in cambio di un incontro con Padmavati. Tuttavia, al sultano viene concesso soltanto di intravedere la donna per un attimo, riflessa su uno specchio: allora, infuriato, prende in ostaggio il re e lo porta a Delhi, sperando che Padmavati giunga in suo soccorso per poterla vedere.
A corte, Alauddin subisce un attentato da parte del nipote Itaat Khan, ma sopravvive e uccide il traditore. Intanto Padmavati studia uno stratagemma per ingannarlo e liberare Ratan Singh: anzitutto chiede ed ottiene l'uccisione del cospiratore Raghav Chetan; poi si reca a Delhi assieme a molti soldati travestiti da donne, e comandati dai coraggiosi Gora e Badal. Viene inaspettatamente aiutata da Mehrunisa, che libera il re e li aiuta a fuggire, mentre Gora e Badal muoiono coprendo loro le spalle.
Alauddin, dopo aver imprigionato Mehrunisa, torna a Chittor deciso a distruggere tutto e a vedere finalmente Padmavati, dalla quale è sempre più ossessionato. Lui e Ratan Singh si scontrano in duello, ed è proprio il sultano ad avere la peggio; ma quando sta per essere ucciso, il re viene colpito alle spalle da Malik Kafur e muore rimproverando al nemico la sua viltà. Padmavati, ormai certa della disfatta, prende la decisione estrema: si getterà nel fuoco, suicidandosi assieme a Nagmati e a tutte le donne della città.
L'esercito nemico entra a Chittor: Alauddin, consapevole di ciò che sta per compiersi, corre avanti nel disperato tentativo di vedere la regina almeno una volta. Ma il portone gli viene chiuso davanti proprio quando giunge a pochi passi dal rogo; Padmavati si immola sul fuoco, e il sultano urla impazzito davanti alla porta chiusa. Il suicidio della regina e delle donne ha segnato la vittoria più grande di Chittor, e la più amara sconfitta di Alauddin.